# Count Your Blessings
Count Your Blessings ist das Debütalbum der englischen Metalcore-Band Bring Me the Horizon. Es wurde durch die Label Visible Noise und Earache vertrieben und am 30. Oktober 2006 in Großbritannien bzw. am 14. August 2007 in den USA veröffentlicht.
Produzent des Albums war Dan Sprigg. Das Album beinhaltet elf Songs und hat eine Gesamtspielzeit von 36:15 Minuten. Die Band spielte zum Zeitpunkt der Veröffentlichung reinen Deathcore, was sich auf dem zweiten Album Suicide Season änderte, wo die Band deutlich mehr Einflüsse des Metalcore verwendete. Gründer Sykes begründete den Wechsel des Musikstils damit, dass derzeit zu viele Bands Deathcore spielten.

## Titelliste
- Pray for Plagues
- Tell Slater Not to Wash His Dick
- For Stevie Wonders Eyes Only
- A Lot Like Vegas
- Black & Blue
- Slow Dance (Instrumental)
- Liquor & Love Lost
- (I Used to Make out With) Medusa
- Fifteen Fathoms, Counting (Instrumental)
- Off the Heezay

Bonustrack:
- Eyeless (Slipknot-Cover)

## Charts
Am 11. November 2006 stieg Count Your Blessings auf Platz 93 der britischen Charts ein, hielt sich dort jedoch nur eine Woche.

## Kritik
- Count Your Blessings bei AllMusic (englisch)